# Sidorowa (leninskoje sielskoje posielenije)
Sidorowa (ros. Сидорова) – wieś (dieriewnia) w Rosji, w Kraju Permskim, w rejonie kudymkarskim. W 2010 liczyła 21 mieszkańców.